# Сване, Йенс
Йенс Сване Песхардт (дат. Jens Svane Peschardt; род. 22 марта 1997) — датский гандболист, выступает за датский клуб «Коллинг-Копенгаген».

## Карьера

### Клубная
Йенс Сване выступал за клуб «Эгтвед». В 2015 году Сване перешёл в «Коллинг-Копенгаген».

### В сборной
Йенс Сване выступает за молодёжную сборную Дании (до 20 лет)